# Стони тенис на Летњим олимпијским играма 2012 — жене појединачно
Стонотениски олимпијски турнир за жене у појединачној конкуренцији на Летњим олимпијским играма 2012. у Лондону одржан је од 28. јула до 1. августа у Ексел центру. Турнир је одигран по елиминационом систему.
Жреб за такмичење одржан је 25. јула 2012.

## Освајачи медаља
| Злато | Сребро | Бронза |  |  |  |  |
|       |        |        |  |  |  |  |
|       |        |        |  |  |  |  |

## Учесници
У појединачној конкуренцији за мушкарце учествовало је 69 стонотенисера.

### Носиоци
Листа носилаца турнира направљена је на основу ранг листе за јул 2012. Првих 16 носилаца такмичење почиње у трећем колу, а играчи рангирани од 17. до 32. места стартују од другог кола. Сви остали играчи почињу од квалификација.
| 1. Динг Нинг (КИН) 2. Ли Сјаосја (КИН) 3. Ким Кјунг-Ах (КОР) 4. Касуми Ишикава (ЈАП) 5. Аи Фукухара (ЈАП) 6. Фенг Тјанвеј (СИН) 7. Тје Ја На (ХКГ) 8. Ванг Јуегу (СИН) | 1. Ву Ђјадуо (НЕМ) 2. Шен Јанфеј (ШПА) 3. Ли Ђиао (ХОЛ) 4. Jiang Huajun (ХКГ) 5. Викторија Павлович (БЛР) 6. Ли Ђие (ХОЛ) 7. Ли Чиан (ПОЉ) 8. Парк Ми-Јунг (КОР) |

## Сатница
Сатница је по британском летњем времену (UTC+1).
| Датум     | Почетак | Коло               |
| --------- | ------- | ------------------ |
| 28. јул   | 9:00    | Квалификације      |
| 28. јул   | 11:15   | Прво коло          |
| 28. јул   | 20:30   | Друго коло         |
| 29. јул   | 9:00    | Друго коло         |
| 29. јул   | 18:00   | Треће коло         |
| 30. јул   | 15:30   | Четврто коло       |
| 31. јул   | 10:00   | Четвртфинале       |
| 31. јул   | 16:00   | Полуфинале         |
| 1. август | 14:30   | Утакмица за бронзу |
| 1. август | 15:30   | Утакмица за злато  |